# Римуш од Акада
Римуш од Акада је био акадски владар од 2214. до 2206. године п. н. е. (према хронологији древног Блиског истока). 

## Биографија
Римуш је био млађи син оснивача Акадског краљевства, Саргона од Акада. Наследио је свога оца на акадском престолу. Владао је девет година (према сумерском попису краљева). Друге варијанте пописа приписују му седмогодишњу и осмогодишњу владавину. Наследио га је старији брат Маништушу. Маништушуов син, а Римушов нећак Нарам-Син постаће најуспешнији владар Акада уз Саргона. Под његовом владавином краљевство ће достићи свој врхунац.

## Краљеви Акада
| Владар                        | Наследник                                             | Дужина владавине | Приближно време владавине                 | Коментар           |
| ----------------------------- | ----------------------------------------------------- | ---------------- | ----------------------------------------- | ------------------ |
| Саргон од Акада               | Урзубабин носилац пехара, оснивач Акадског краљевства | 40 година        | око 2270–2215 п. н. е. Кратка хронологија |                    |
| Римуш од Акада                | Саргонов син                                          | 9 година         | око 2214–2206 п. н. е.                    |                    |
| Маништушу од Акада            | Старији брат Римуша                                   | 15 година        | око 2205–2191 п. н. е.                    |                    |
| Нарам-Син од Акада            | Маништушуов син                                       | 56 година        | око 2190–2154 п. н. е.                    |                    |
| Шар-Кали-Шари                 | син Нарам-Сина                                        | 25 година        | око 2153–2129 п. н. е.                    |                    |
| Ко је краљ? Ко није краљ?     |                                                       |                  |                                           |                    |
| - Игиги - Ими - Нанум - Илулу | четворица владала три године                          |                  | око 2128–2125 п. н. е.                    |                    |
| Дуду од Акада                 |                                                       | 21 година        | око 2125–2104 п. н. е.                    |                    |
| Шудурулу                      | Дудуов син                                            | 15 година        | око 2104–2083 п. н. е.                    | Гути освајају Акад |
| Акад прикључен Унугу (Уруку)  |                                                       |                  |                                           |                    |